# Radianthus lobatus
Radianthus lobatus is een zeeanemonensoort uit de familie Stoichactidae.
Radianthus lobatus is voor het eerst wetenschappelijk beschreven door Kwietniewski in 1897.